# Barbara Radice
Barbara Radice (nacida el 29 de noviembre de 1943) es una crítica de diseño, escritora y editora italiana.

## Biografía

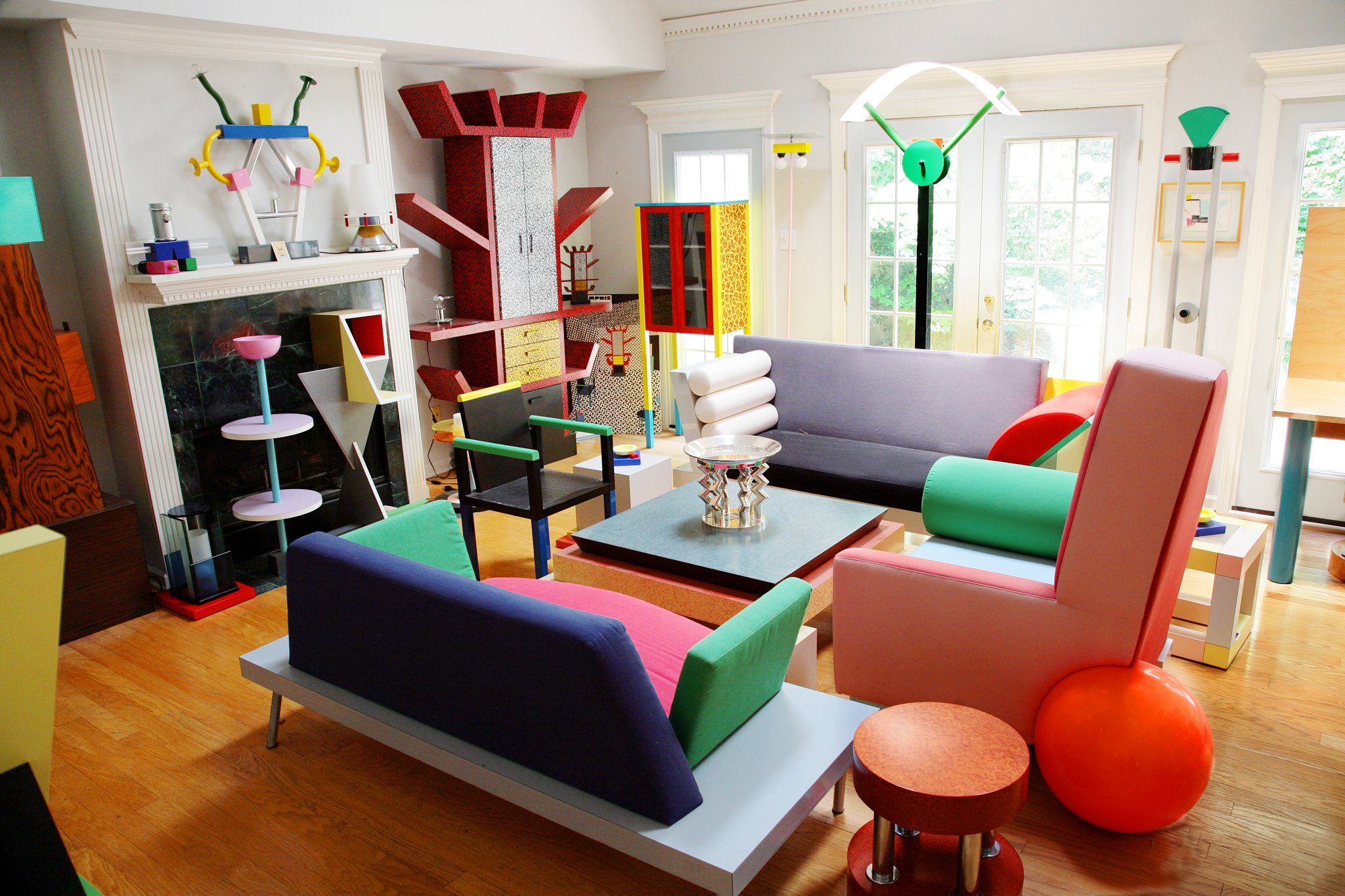
Muebles del grupo Memphis

Barbara Radice nació en Como, Italia, y se graduó en la Universidad Católica de Milán en 1968.  
Radice es uno de los siete miembros fundadores del Grupo Memphis y el único que no es arquitecto entre ellos. El colectivo italiano de diseño posmoderno se formó durante una reunión en su casa de Milán en diciembre de 1980. 
En sus escritos críticos, Radice definió los temas y teorías de este nuevo movimiento estético y se convertiría en la historiadora y cronista de facto del grupo. En 1984 publicó Memphis: investigaciones, experiencias, resultados, fracasos y éxitos del nuevo diseño, un manifiesto de la filosofía de diseño del grupo. En él se centró en la amplia producción de los diseñadores del grupo, desde diseños laminados y de vidrio de Ettore Sottsass hasta telas estampadas de Nathalie du Pasquier y cerámica de Matteo Thun. 

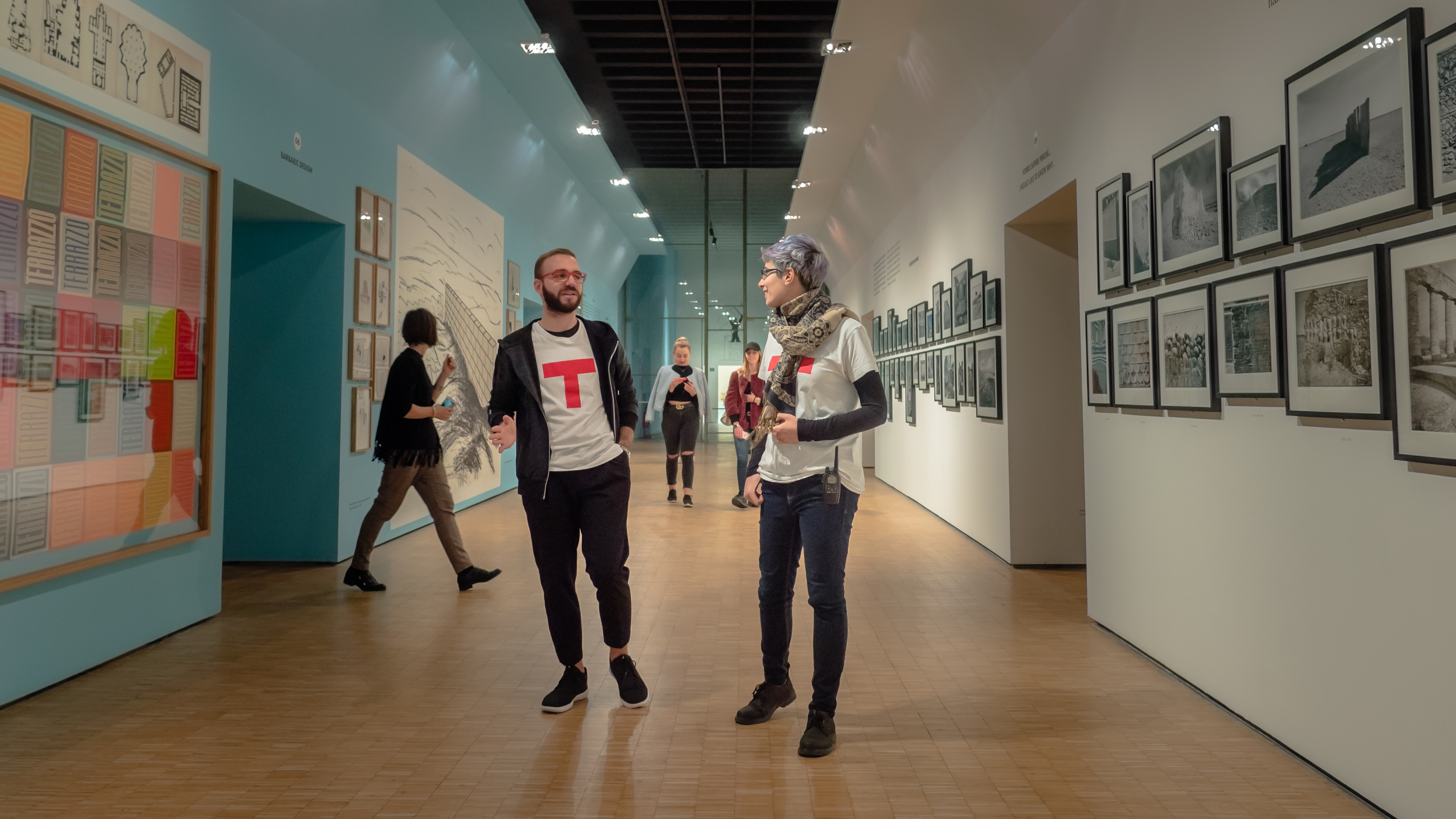
Vista de la exposición "Ettore Sottsass – Hay un planeta", comisariada por Barbara Radice para la Trienal de Milán en 2017.

Radice se desempeñó como editora de la revista de diseño y arquitectura Terrazzo (publicada de 1988 a 1997), que inició en colaboración con Ettore Sottsass.  El nombre de la publicación tiene un doble significado: es a la vez una palabra italiana que significa "lugar de encuentro" y una referencia al estilo popular de suelo conocido con ese nombre. 
Radice es también biógrafa y viuda de Sottsass, y participa en la preservación de su legado y el del Grupo Memphis.  Fue curadora de la exposición de 2017 "Ettore Sottsass – Hay un planeta" para la Trienal de Milán de 2017. 
En 2018, Radice entró en conflicto con el Museo Stedelijk de Ámsterdam por una retrospectiva de la obra de Sottsass. El museo afirmó que la propiedad era demasiado controladora y emitió un comunicado describiendo que se le había dado "muy poco margen para las interpretaciones que deseábamos explorar en la presentación". Radice y el galerista de la finca, Ernest Mourmans, echaron la culpa a la institución, sugiriendo que el equipo curatorial era "adversario" y se negaron a prestar objetos para la exposición. Las diferencias no pudieron resolverse y el espectáculo finalmente fue cancelado. 

## Publicaciones
- Elogio de lo banal, Turín. Studio forma, Turín & Alchymia, Milán, 1980.
- Memphis: investigaciones, experiencias, resultados, fracasos y éxitos del nuevo diseño. Rizzoli, 1984
- Joyería de arquitectos. Electa, Milán, 1987.
- Ettore Sottsass: una biografía crítica , Thames & Hudson. 1993
- Ettore Sottsass: Escritos . Neri Pozza Editore, Milán, 2002 (editado con M. Carboni)
- Metáforas . Skirà Editore, Milán, 2002 (editado con M. Carboni)
- Memphis: el nuevo estilo internacional . Mondadori Electa, Milán, 2008.
- Ettore Sottsass: Hay un planeta . Catálogo para exposición en Triennale Design Museum, Electa, 2016

## Vida personal
Barbara Radice estuvo casada con el diseñador y miembro de Memphis Ettore Sottsass hasta su muerte en 2007. La pareja se conoció en 1976 en la Bienal de Venecia. 